# Katell Ropert
 (novembre 2022).
Katell Ropert, née à Quimperlé, est une parasurfeuse française.

## Biographie
À la suite d'un incident, Katell Ropert perd l’usage de ses jambes et d’une partie des membres supérieurs. 
En 2018, un an après s'être mise au surf, Katell Ropert devient vice-championne du monde de parasurf dès sa première participation. Elle concoure dans la catégorie PS PRONE 2 OPEN. La sportive surfe allongée sur sa planche, avec une aide au départ pour prendre la vague.
Katell Ropert est présidente de l'association Fast qui promeut le ParaSurf et le concept de pairémulation dans les compétitions de haut niveau. 
Katell aime à se définir autrement que par le sport: « Je trouve cela dommage que l’on me parle de surf alors que ce n’est pas le plus grand défi de ma vie. » 

## Palmarès

### Titres
- 2018 : Championne de Bretagne
- 2018 : Championne de France
- 2019 : Championne de France
- 2019 : Championne d’Europe

### Podiums
- 2018: Vice-Championne du Monde
- 2020 : 4 ème aux championnats du Monde
- 2021: 1ere en catégorie Prone 2 à la deuxième édition du Graal Contest[6]
- 2022: vice championne de l'US Open d'adaptive surf ( Oceanside)
- 2022: 1ere en catégorie Prone 2 à la deuxième édition du Graal Contest ( organisé par SCWAL et PSL)

## Événements
- 2020 : Participation aux Wave Games avec la Team FAST [7]
- 2022: Participation à la journée Handifférence au profit des Enfants de Trestel [8]